# تپه گورستان سربه کو
تپه قبرستان سربه کو مربوط به مس وسنگ است و در شهرستان اسلام‌آباد غرب، بخش حمیل، دهستان منصوری، ۳۰۰ متری شمال شرقی روستای سربه کوه واقع شده و این اثر در تاریخ ۱۴ اسفند ۱۳۸۵ با شمارهٔ ثبت ۱۷۸۵۷ به‌عنوان یکی از آثار ملی ایران به ثبت رسیده است.